# Вулиця Воїнів світла (Жмеринка)
Вулиця Воїнів світла — вулиця у місті Жмеринка, що у Вінницькій області. Бере початок біля вулиці Магістральної і завершується на перехресті вулиці Визволення і безіменного шляху який веде до села Тартак. 

## Опис
Сама вулиця майже повністю пустельна: розпочинається парканом підприємства, посередині вулиці розміщується житловий масив «Першотравневий», а наприкінці вулиці один житловий будинок, вантажний Автотранспортний парк та невеликий сосновий бір.

## Пам'ятники

Пам'ятник Воїнам-автомобілістам

На вулиці розташовані два пам'ятники: пам'ятник Воїнам-автомобілістам 151-ї стрілецької дивізії загиблим у 1941 — 1945 рр., який встановлений у кінці вулиці і являє собою вантажний автомобіль ГАЗ-АА, та пам'ятник Іванові Асмолову, який встановлений біля АТП і являє собою бронзовий пам'ятник.